# Stawell (Somerset)
Stawell is een civil parish in het bestuurlijke gebied Sedgemoor, in het Engelse graafschap Somerset met 386 inwoners.